# ТОА
ТОА Corporation, също TOA Corp. или само ТОА, е компания, произвеждаща електроника, със седалище в префектура Хього, Япония.
Началото на японската корпорация е сложено през 1934 г., чрез предшественика TOA Electric Manufacturing Company – основана в японския град Кобе. Първите разработени и произведени продукти са микрофони и усилватели. През 1954 компанията произвежда и предлага на пазара първия в света електрически мегафон. През 1969 е сложено началото на разработване и производство на системи за оповестяване, които и до днес са от водещите линии в портфолиото на компанията.
През 1989 г. компанията е преименувана на ТОА Corporation. През 2008 г. ТОА доставя голяма част от системите за озвучаване на спортните съоръжения в Пекин за предстоящата олимпиада.
В продължение на 80 години компанията развива и предлага на своите клиенти новаторски решения в сферата на комуникациите и аудио технологиите, като е сред водещите производители в света на високо технологични системи за сигурност, излъчване на аудио и видео сигнал и комуникация.
Технологичните концепции на TOA съчетават уникални и оригинални начини за създаване на системи за комуникация, в които са съчетани пренос на данни, излъчване и приемане на аудио и видео сигнал. Компанията има върхови постижения в разработването на цифрови матрици за звук, процесори и усилватели, като нововъведенията им са пресъздадени в множество разработки на други компании и продукти.
Цялата гама от иновативни и необходими за съвременния живот решения се разработват с японска прецизност към качеството и надеждността на продуктите. Това ги е превърнало във водещ фактор при избора на комуникационно и звуково оборудване за големи обекти с обществено значение – летища, гари, търговски центрове, университети и училища, театрални и конферентни зали по целия свят.